# Tetsuo Sugamata
Tetsuo Sugamata (jap. 菅又 哲男, Sugamata Tetsuo; * 29. November 1957 in Utsunomiya, Präfektur Tochigi) ist ein ehemaliger japanischer Fußballspieler.

## Nationalmannschaft
1978 debütierte Sugamata für die japanische Fußballnationalmannschaft. Sugamata bestritt 23 Länderspiele.

## Persönliche Auszeichnungen
- Japan Soccer League Best Eleven: 1980, 1982